# Sinus Concordiae
Le Sinus Concordiae (en latin : baie ou golfe de la Concorde), est une petite baie marine lunaire située sur le bord oriental de la Mare Tranquillitatis. Au nord du Sinus Concordiae s'étend la petite mare lunaire Palus Somni.